# Видимий горизонт
У загальній теорії відносності видимий горизонт — це поверхня, яка є межею між світловими променями, спрямованими назовні і рухаються назовні, і тим, що спрямовані назовні, але рухаються всередину.
Видимі горизонти не є інваріантними властивостями простору-часу, і, зокрема, вони відрізняються від горизонтів подій. У межах видимого горизонту світло не рухається у напрямку ззовні від чорної діри, тоді як спрямоване назовні світло може перетинати горизонт подій тимчасово, але повертається назад до чорної діри у майбутньому з постійним симетричним простором-часом. Таким чином, видимий горизонт можна розглядати як межу чорної діри для світла в поточний момент, тоді як горизонт подій — це межа чорної діри для світла в майбутньому.
Поняття горизонту в загальній теорії відносності тонке і залежить від тонких відмінностей.

## Визначення
Поняття «видимого горизонту» починається з поняття захопленої нульової поверхні. Поверхня (компактна, орієнтована, просторова) завжди має два незалежні спрямовані вперед у часі, світлоподібні, нормальні напрямки. Наприклад, (простороподібна) сфера в просторі Мінковського має світлоподібні вектори, спрямовані всередину і назовні по радіальному напрямку. Вказівні всередину світлоподібні вектори сходяться, тоді як спрямовані назовні світлоподібні нормальні вектори розходяться. Однак, існує можливість, що сходяться і спрямовані всередину, і спрямовані назовні світлоподібні нормальні вектори. У такому випадку поверхню називають захопленою.
Розглянемо всі такі захоплені поверхні. З точки зору простої чорної діри Шварцшильда ці поверхні заповнюють чорну діру. «Видимий горизонт» тоді визначається як межа цих поверхонь — в цьому сенсі, по суті, це сама зовнішня поверхня чорної діри. Зауважимо, однак, що чорна діра визначається по відношенню до горизонту подій, який не завжди відповідає видимому горизонту.

## Відмінності від (абсолютного) горизонту подій
У контексті чорних дір термін «горизонт подій» відноситься майже виключно до поняття «абсолютного горизонту». Виникає велика плутанина щодо відмінностей між видимим горизонтом і горизонтом подій. Загалом, обидва не повинні бути однаковими. Наприклад, у випадку збуреної чорної діри, видимий горизонт і горизонт подій взагалі не збігаються, поки один з них коливається.
У простій картині зоряного колапсу, що призводить до утворення чорної діри, горизонт подій раніше видимого горизонту. Коли чорна діра заспокоюється, два горизонти наближаються один до одного і асимптотично стають однією поверхнею. Якщо видимий горизонт існує, він обов'язково перебуває всередині горизонту подій.
Видимі горизонти залежать від «нарізки» простору-часу. Тобто, розташування і навіть існування видимого горизонту залежить від того, як простір-час ділиться на простір і час. Наприклад, можна нарізати геометрію Шварцшильда таким чином, щоб не було жодного видимого горизонту, незважаючи на те, що горизонт подій існує обов'язково.